# 1670-talet

## Händelser
- Isaac Newton och Gottfried Leibniz upptäcker oberoende av varandra infinitesimalkalkylen.

## Födda
- 11 oktober 1671 – Fredrik IV av Danmark, kung av Danmark och kung av Norge.
- 9 juni 1672 – Peter den store, tsar av Ryssland.
- 31 mars 1675 – Benedictus XIV, påve.
- 17 april 1676 – Fredrik I, kung av Sverige.

## Avlidna
- 9 februari 1670 – Fredrik III av Danmark, kung av Danmark och kung av Norge.
- 16 december 1672 – Johan II Kasimir, kung av Polen.
- 17 februari 1673 – Molière, fransk dramatiker, teaterägare, författare, skådespelare och regissör.
- 22 juli 1676 – Clemens X, påve.